# Tunturi (Fahrradhersteller)
Tunturi ist ein finnisches Unternehmen, das Fahrräder produziert.

## Namensherkunft
Der Name entstammt dem finnischen Wort für Fjell.

## Geschichte
Das Unternehmen wurde 1922 von den Brüdern Aarne and Eero Harkke in Turku unter dem Namen Pyöräkellari Oy gegründet. Zu Beginn konzentrierte man sich auf die Reparatur von Fahrrädern, ab den 30er Jahren kam eine kleine Produktion hinzu. Von 1957 bis 1998 stellte Tunturi Mopeds in Serie her. Ab Ende der 1960er Jahre spezialisierte sich Tunturi auf Fitnessgeräte. Nachdem das Unternehmen mit Mitarbeiterzahl von etwa 180 in 2002 einen Umsatz von 34 Millionen Euro verzeichnete, wurde es 2003 von der niederländischen Accell Group übernommen. 2014 trennte sich die Acell Gruppe von dem Fitness-Zweig des Unternehmens, welcher mit einem Umsatz von 18 Millionen Euro nur noch einen Anteil von 2,1 % der Einnahmen der Gruppe ausmachte.

## Galerie

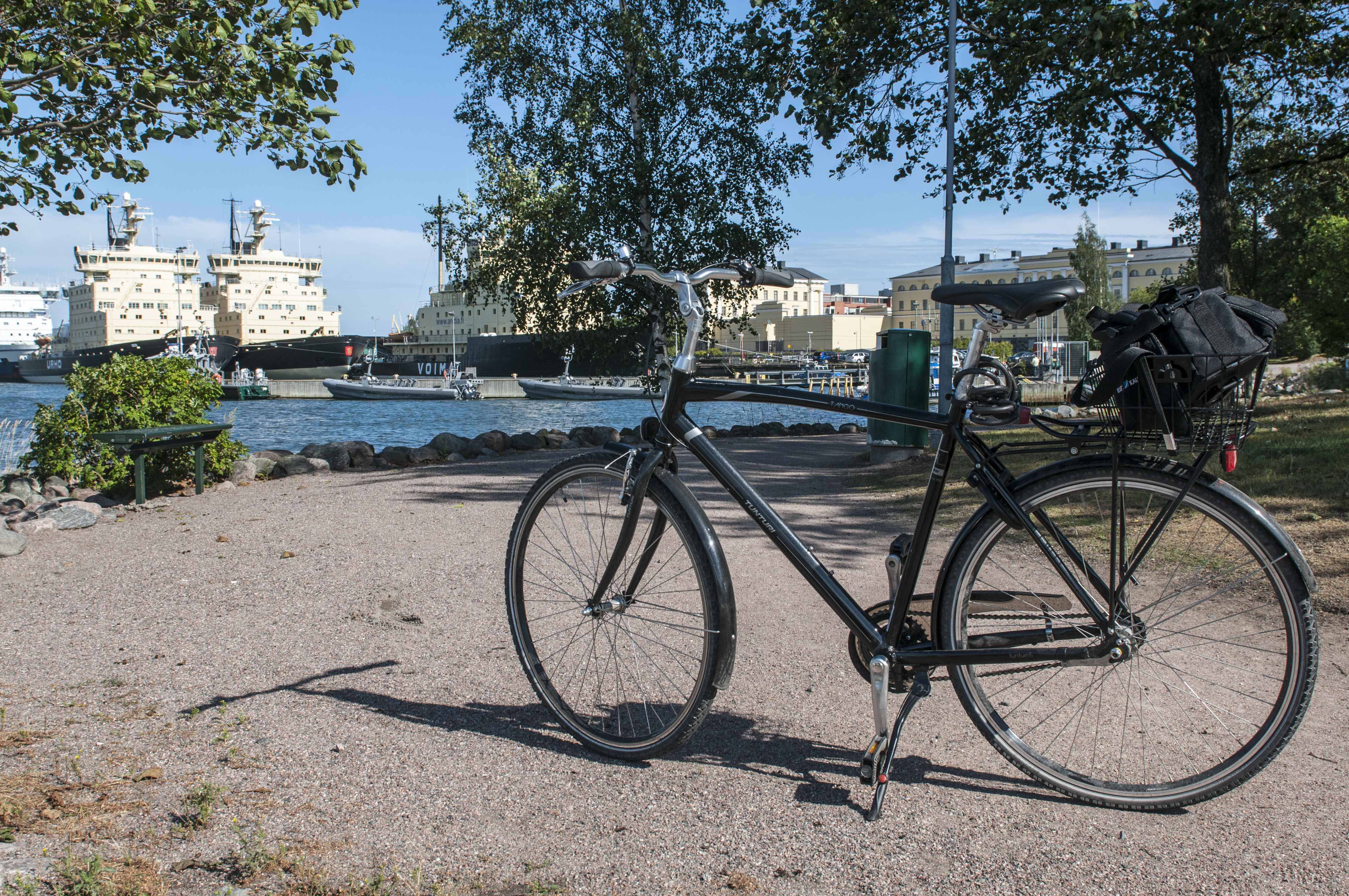
Tunturi-Fahrrad im Hafen von Helsinki
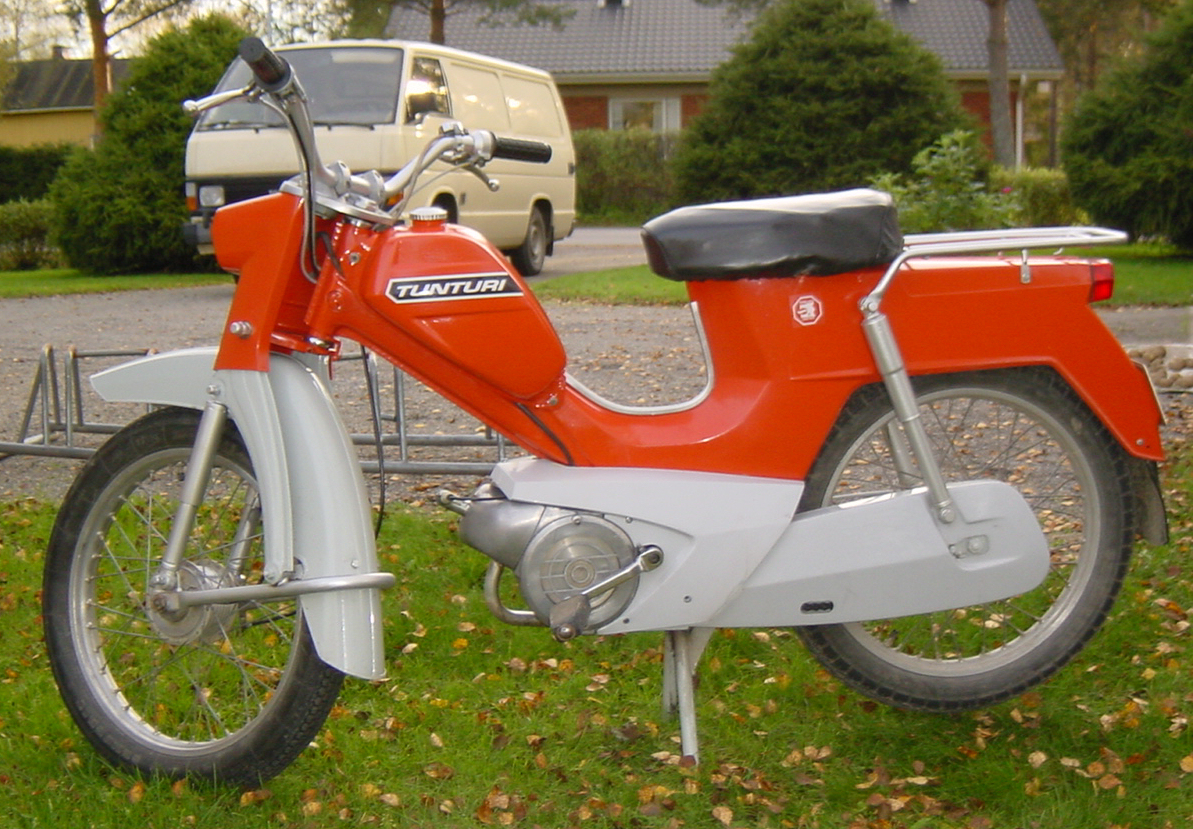
Rotes Pappa-Tunturi
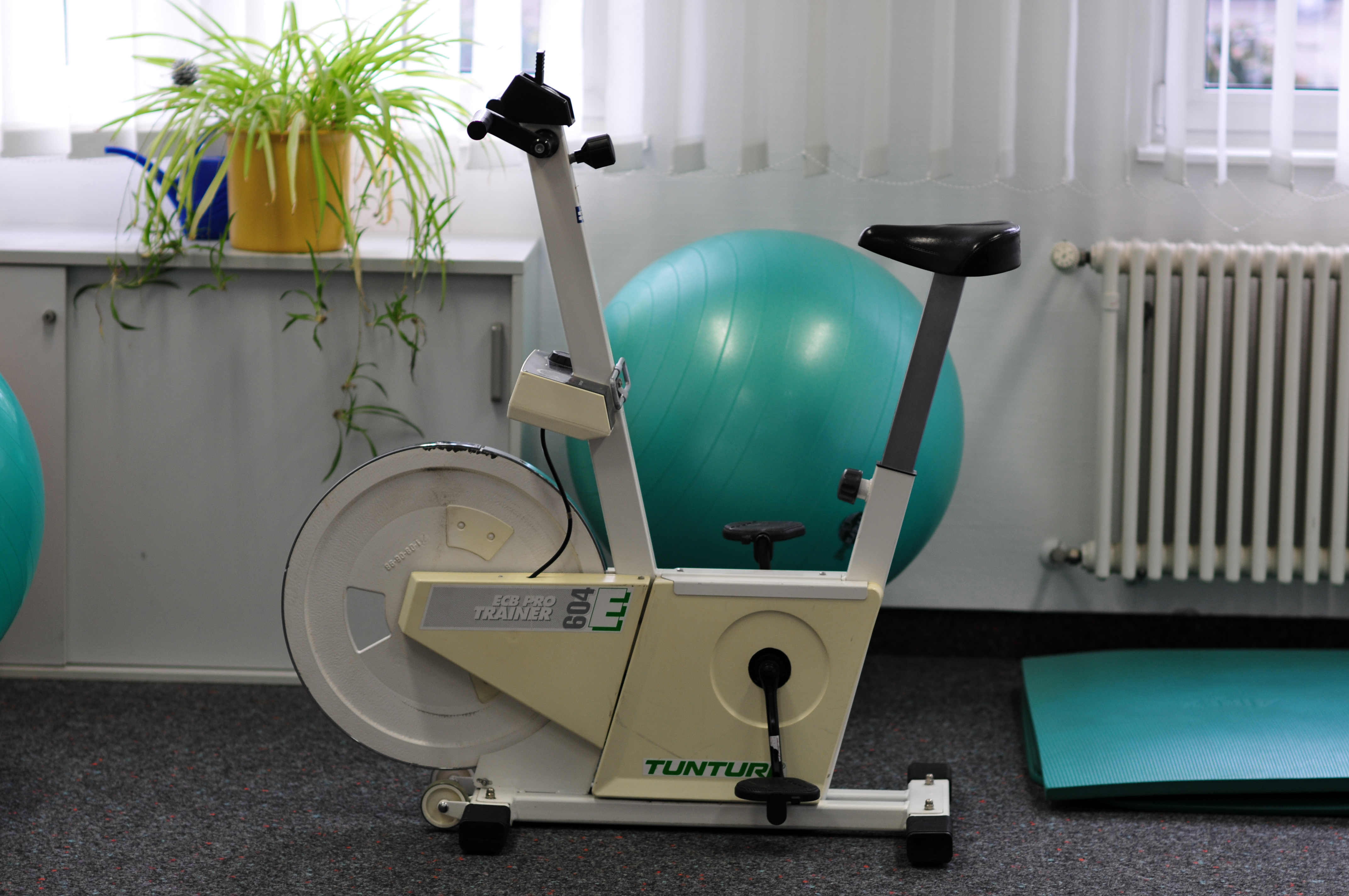
Tunturi-Heimtrainer